# Daniel Faber
Daniel Faber (* 1801 in Merxheim (Nahe) im Landkreis Bad Kreuznach; † 1879 ebenda) war ein deutscher Geometer und Mitglied der der Landesversammlung der Landgrafschaft Hessen-Homburg.

## Leben
Daniel Faber war in seinem Heimatort als Geometer beschäftigt und hatte für den Landgrafen die erforderlichen Vermessungen durchzuführen und dabei Kartenmaterial zu erstellen.
Hessen-Homburg hatte lange Zeit keine Verfassung erhalten, obwohl dies nach der Bundesakte ausdrücklich bestimmt war. Erst am 28. Juli 1849 erließ Landgraf Gustav ein vorläufiges Wahlgesetz. Nach einer Nachwahl am 6. September 1849 wurde die Kammer der Abgeordneten, bestehend aus 15 Mitgliedern und dem Präsidenten Friedrich Albert, gewählt. Später wurde sie in Landesversammlung umbenannt.   1849 wurde Daniel Faber Mitglied der Landesversammlung der Landgrafschaft Hessen-Homburg, wo er im Verfassungs-, Petitions- und Finanzausschuss saß und sein Mandat aus dem Wahlbezirk Merxheim/Hochstädten kam.

## Anmerkung
1. ↑  Schreibweise in der DNB, bei LAGIS Fabel

| Personendaten    | Personendaten                               |
| ---------------- | ------------------------------------------- |
| NAME             | Faber, Daniel                               |
| ALTERNATIVNAMEN  | Fabel, Daniel                               |
| KURZBESCHREIBUNG | deutscher Geometer und Landtagsabgeordneter |
| GEBURTSDATUM     | 1801                                        |
| GEBURTSORT       | Merxheim (Nahe), Landkreis Bad Kreuznach    |
| STERBEDATUM      | 1879                                        |
| STERBEORT        | Merxheim (Nahe), Landkreis Bad Kreuznach    |